# Orbita (Spagna)
Orbita è un comune spagnolo di 94 abitanti situato nella comunità autonoma di Castiglia e León.